# Hermína David-Mayová
Hermína Anna David-Mayová, též Davidová-Mayová, v zahraniční literatuře označovaná jako Hermine David-May (23. října 1891 Duchcov – 28. dubna 1986 Křemýž) byla česko-německá historička a archeoložka.

## Život
Narodila se do smíšeného manželství, její otec byl německý báňský úředník, matka byla Češka. David-Mayová se sama pokládala za Němku.
Po absolvování ústeckého gymnázia a zdejšího učitelského ústavu studovala na univerzitě v Černovicích na Bukovině (dnešní Černivec na Ukrajině), na německé Univerzitě Karlově v Praze a též ve Vídni. Zde jako první žena z Československa promovala v oboru archeologie (a archivnictví). Dobře malovala, a tak také externě studovala i na státní odborné škole keramické v Teplicích.
Už od roku 1913 (tj. ještě za svých studií) učila na obecných školách v Hrobu a Hostomicích a od roku 1918 byla odbornou učitelkou na měšťanských školách v Duchcově a Bílině. Od roku 1920 spolupracovala s Městským muzeem v Duchcově a od roku 1926 za pomoci Josefa Glotta budovala sbírku archeologie. V roce 1930 začala s vlastní výkopovou prací, objevila např. laténské nálezy v Libkovicích, další pak v Zabrušanech. Roku 1939 byla jmenována okresní konzervátorkou archeologické památkové péče pro okres Duchcov.
Byla aktivní v ženském hnutí a pořádala prázdninové kolonie, které také sama vedla. Byla členkou německého okresního osvětového sboru a měla na starosti kinoreferát. V německé městské knihovně založila oddělení pro mládež.
Jako poloviční Češka se po válce vyhnula odsunu, ovšem v letech 1945–1949 nemohla vykonávat své dosavadní činnosti a místo toho musela pracovat v duchcovské porcelánce. V roce 1949 se podílela na přípravě výstavy o historii hornictví. Na vykopávkách v Libkovicích pokračovala až do roku 1951 a spolupracovala na nich také se Zdeňkem Váňou. V letech 1945–1951 stála v čele Městského muzea v Duchcově, kde se jí podařilo vybudovat cennou prehistorickou sbírku, jež je dnes uložena v Regionálním muzeu v Teplicích. V roce 1964 se zapojila do přípravy první výstavy o Giacomu Casanovovi, která se konala na duchcovském zámku.
Napsala historické studie o Duchcově v roce 1654, o protireformaci v horské části Duchcovska, o dějinách cechů na Duchcovsku aj. Své texty uveřejňovala v regionálním časopise Heimat und Volk, který také od roku 1925 redigovala. Pro archeologický časopis Sudeta napsala článek o keltských hrobech v Libkovicích.
Poslední roky svého života prožila v léčebně na zámku v Křemýži.